# Cypr na Zimowych Igrzyskach Olimpijskich 2014
Cypr na Zimowych Igrzyskach Olimpijskich 2014 reprezentuje dwoje zawodników.

## Narciarstwo alpejskie

### Mężczyźni
| Zawodnik                 | Konkurencja      | Czas 1. przejazdu         | Czas 2. przejazdu         | Czas łączny               | Pozycje                   |
| ------------------------ | ---------------- | ------------------------- | ------------------------- | ------------------------- | ------------------------- |
| Konstandinos Papamichail | Slalom gigant    | 1:35,74                   | 1:37,37                   | 3:13,11                   | 64.                       |
| Konstandinos Papamichail | Slalom specjalny | Nie ukończył 1. przejazdu | Nie ukończył 1. przejazdu | Nie ukończył 1. przejazdu | Nie ukończył 1. przejazdu |

### Kobiety
| Zawodnik         | Konkurencja      | Czas 1. przejazdu      | Czas 2. przejazdu      | Czas łączny            | Pozycje                |
| ---------------- | ---------------- | ---------------------- | ---------------------- | ---------------------- | ---------------------- |
| Alexandra Taylor | Slalom specjalny | Nie stanęła na starcie | Nie stanęła na starcie | Nie stanęła na starcie | Nie stanęła na starcie |